# Praça dos Três Poderes
Praça dos Três Poderes (portugalska izgovorjava: [ˈpɾasɐ dus ˈtɾe(j)s poˈdeɾis]) ali Trg treh moči (bolj idiomatsko Trg treh vej) je trg v Brasílii, glavnem mestu Brazilije. Ime izhaja iz prisotnosti treh vej oblasti okoli trga: izvršna oblast, ki jo zastopa Palácio do Planalto (predsedniški urad), zakonodajno telo, ki ga zastopa Nacionalni kongres Brazilije in sodstvo, ki ga zastopa Vrhovno zvezno sodišče.
Trg sta zasnovala Lúcio Costa in Oscar Niemeyer kot kraj, kjer bi se harmonično srečale tri veje oblasti. Zdaj je tudi turistična atrakcija.
Na trgu je največja zastava na svetu, ki redno (v tem primeru neprekinjeno) plapola. Izobešena brazilska zastava tehta približno 600 kilogramov in je še nikoli niso sneli (če ne štejemo mesečnih zamenjav), odkar je bila prestolnica slovesno odprta 21. aprila 1960. Zastavo menjajo vsak mesec v prisotnosti bataljona predsedniške garde, Independence Dragoons, druge enote in včasih predsednik Brazilije.
8. januarja 2023 so trg vdrli privrženci nekdanjega predsednika Jaira Bolsonara.
|     | Številke na sliki ustrezajo številkam na seznamu znamenitosti, muzejev in drugih značilnosti spodaj. |
| 1   | Center za obiskovalce                                                                                |
| 2   | Golobnjak Oscarja Niemeyerja                                                                         |
| 3   | Palača vrhovnega zveznega sodišča                                                                    |
| 4   | Skulptura Pravičnost Alfreda Ceschiattija                                                            |
| 5   | Muzej Espaço Lúcio Costa                                                                             |
| 6   | Stavba poslanske zbornice Priloga IV (v ozadju)                                                      |
| 7   | Mestni muzej                                                                                         |
| 8   | Spomenik Israelu Pinheiru                                                                            |
| 9   | Palača Itamaraty (Ministrstvo za zunanje zadeve, v ozadju)                                           |
| 10  | Esplanada ministrstev (v ozadju)                                                                     |
| 11  | Spomenik UNESCO                                                                                      |
| 12  | Palača nacionalnega kongresa Brazilije                                                               |
| 12a | Stolp poslanske zbornice                                                                             |
| 12b | Senatni stolp                                                                                        |
| 13  | TV stolp (v ozadju)                                                                                  |
| 14  | Skulptura Bojevniki (ali Candangos) Bruna Giorgija                                                   |
| 15  | Stavba senata priloga II (v ozadju)                                                                  |
| 16  | Palácio do Planalto                                                                                  |

## Zgodovina gradnje in oblikovanje
Plano Piloto za izgradnjo mesta Brasília je predvideval združitev treh oblasti na mestu na zahodnem koncu glavne mestne osi vzhod-zahod.
Zasnovo trga sta ustvarila Oscar Niemeyer in Lúcio Costa; trg velikosti približno 120 × 220 metrov je namenjen povečanju posebnega prostorskega učinka. Poleg okoliških stavb trg zaznamujejo nekatere prvovrstne moderne skulpture:
- A Justiça (Pravičnost) – Alfredo Ceschiatti
- Os Guerreiros (Bojevniki) – Bruno Giorgi
- O Pombal (Golobnjak) – Oscar Niemeyer

Dela so se začela takoj, ko je bil projekt potrjen, trg pa je bil skupaj z mestom slovesno odprt 21. aprila 1960. Gradnja okoliških stavb se je začela že leta 1958. Z leti so bili narejeni še drugi dodatki, na trgu in okoli njega pa so se pojavili novi spomeniki in zgradbe. V bližini muzeja je bil zgrajen spomenik Israelu Pinheiru, prvemu županu Brazilije. Leta 1985 se je začela gradnja Panteão da Pátria e da Liberdade Tancredo Neves (Panteon domovine in svobode Tancredo Neves) na prej nepozidani vzhodni strani trga; odprli so ga 7. septembra 1986 in je posvečen vsem, ki so prispevali k Braziliji, ne glede na to, ali so Brazilci po rodu ali tujci. Tudi na vzhodni strani trga je bil leta 1972, zunaj suhega dela trga, postavljen ogromen drog za zastavo, ki ga je zasnoval Sérgio Bernardes, s katerega plapola 286 m² velika zastava Brazilije. Pod temi stavbami je Espaço Oscar Niemeyer, cilindrična razstavna stavba, ki prikazuje skice, načrte in fotografije arhitektovega dela na površini 432 m².
Na zahodni strani trga, kjer je nastal nasad kraljevskih palm (Roystonea regia) kot prehod do Congresso Nacional, je vhod v Museu Histórico de Brasília, ki je zgrajen pod trgom in ima skulpturo glave Juscelina Kubitscheka integrirano v svojo fasado. Tudi pod trgom je Espaço Lúcio Costa, ki prikazuje 179 m² velik model mesta Brasília.